# Oscar Benl
Oscar Benl (* 25. Mai 1914 in Nürnberg; † 21. November 1986 in Hamburg) war ein deutscher Japanologe. Er übersetzte zahlreiche Werke sowohl der traditionellen als auch der modernen japanischen Literatur ins Deutsche, darunter Yoshida Kenkōs Tsurezuregusa, Shiga Naoyas Manazuru und Han no hanzai, Ibuse Masujis Tsurumakichō, Kawabata Yasunaris Yukiguni und Izu no odoriko, Dazai Osamus Shayō, Mishima Yukios Shiosai, Inoue Yasushis Ryōjū, Hyōheki und Tōgyū, Murasaki Shikibus Genji monogatari, Tanizaki Jun’ichirōs Fūten rōjin nikki und Chijin no ai, Funabashi Seiichis Aru onna no enkei, Abe Kōbōs Suna no onna (Die Frau in den Dünen)
und Tanin no kao sowie Natsume Sōsekis Kokoro. Er schrieb auch mehrfach über den Zen-Buddhismus und das traditionelle japanische Theater.

## Leben
Benl studierte ab 1933 Jura in München und Hamburg, ab 1935 dann Sinologie. Einen Studienaufenthalt in Japan, wo er von 1937 bis 1940 an der Kaiserlichen Universität Tokio klassische japanische Literatur studierte, hatte er sich selbst finanziert.
Nach Deutschland zurückgekehrt, hatte Benl von 1941 bis 1945 an der Hansischen Universität bei Wilhelm Gundert am Seminar für Sprache und Kultur Japans eine Stelle als wissenschaftliche Hilfskraft bzw. Assistent inne. 1943 promovierte Benl bei Gundert zum Dr. phil. Die Dissertation trug den Titel Das künstlerische Ideal Seami’s.
Ebenfalls von 1941 bis 1945 leistete Benl Militärdienst (u. a. als Dolmetscher für die Wehrmacht), ab 1944 war er an der Deutschen Botschaft in Tokio beschäftigt. 1947 kehrte er nach Deutschland zurück und habilitierte sich 1948 mit der Schrift Die Entwicklung der Japanischen Poetik bis zum 16. Jahrhundert an der Universität München für das Fach Japanologie. Im gleichen Jahr nahm er seine Assistentenstelle an der Universität Hamburg wieder auf, wo er 1953 erst zum Außerplanmäßigen und 1956 schließlich zum Ordentlichen Professor berufen wurde. In dieser Stellung blieb er bis zu seiner Emeritierung im Jahr 1983.

## Schriften (Auswahl)
- Die Entwicklung der japanischen Poetik bis zum 16. Jahrhundert. Cram/de Gruyter, Hamburg 1951.
- Das japanische Kettengedicht. In: Zeitschrift der Deutschen Morgenländischen Gesellschaft. Bd. 104 (1954), S. 432–450 (online).